# Anansi
Anansi is een mythische spin uit volksverhalen uit West-Afrika en de Caraïben.
Kenmerkend voor de Anansiverhalen is dat Anansi zijn tegenstanders steeds te slim af is. In zijn karakter heeft hij zowel elementen van de schurk als de egoïst: hij heeft er geen probleem mee om zijn vrouw Akuba of een van zijn vele kinderen te bedonderen, wanneer hij daar zelf voordeel van heeft (en in de regel is dat voordeel: meer eten).
In Suriname en Sierra Leone worden de verhalen over Anansi Anansi tori genoemd. Op de Nederlandse Antillen heet de spin Nanzi, of ook wel: Kompa Nanzi (kameraad Nanzi) en spreekt men van de vertellingen als kuentanan di Nanzi. Bij de Ashanti heten ze Anansasem. 

## Oorsprong
De oorspronkelijke Anansiverhalen komen uit Ghana in West-Afrika. "Anansi" is een woord uit de taal van de Akan dat "spin" betekent (zie Akan-voornamen).  
Uit overgeleverde verhalen blijkt dat Anansi tot aan de 18e eeuw door de bewoners van het noordelijk kustgebied van de landen rond de golf van Guinea de betekenis had van een schepper. In de sage waarmee voor hen de geschiedenis begint, heeft de spin de rol van een godheid gespeeld en is dus een hemelbewoner. In sommige verhalen is Anansi oorspronkelijk zelf de zon. Men zag de zon als een enorme spin die in haar stralen zit als in een web. De spin bezit als zonnedier verdorrende kracht en weet vruchtbaarheid te brengen en voedsel te verschaffen. 
Van goddelijk personage is de spin langzaam maar zeker een aards personage geworden. Dit begint met de draad waarlangs de zonnespin zich neerlaat, waardoor hij in staat is te bemiddelen tussen de hemelbewoners en de schepselen op aarde. Later werd zijn aanwezigheid gezien als voorteken, zowel van goed als van kwaad. Ook wordt de spin overal beschouwd als ziekteoorzaak, zo zijn er in West-Indië verhalen waarin de spin, door een geldstuk in de anus van een gouverneur te stoppen, een ziekte teweegbrengt. Geleidelijk ging men steeds meer geperverteerde daden van de spin bij zichzelf zien. Naarmate men rationeler gaat denken, treden zijn aardse biologische en boosaardige kenmerken naar voren. Nu Anansi geen god meer is, maar er toch iets van zijn goddelijke herinnering overblijft, wordt hij een demon. Van demon verschuift zijn boosaardige karakter gemakkelijk naar dat van een slimme schurk, zoals je die in moraliserende dierfabels als Van den vos Reynaerde ziet. Uiteindelijk verliest Anansi zelf zijn menselijke voorkomen en wordt hij beschouwd als een dier, met een dierlijk doen en laten.

## Verspreiding
Door Afrikaanse slaven werden de verhalen meegevoerd naar Amerika, waar de verhalen deel uit gingen maken van de cultuur van onder andere Suriname, de Nederlandse Antillen, Jamaica en via Jamaica zelfs hun terugkeer maakten naar West-Afrika, naar de Krio in Sierra Leone.
Met de slaventransporten, van de zestiende tot ver in de negentiende eeuw, gingen de Anansiverhalen mee naar de Nieuwe Wereld. Daar moesten de slaven werken op plantages. Uitingen van hun eigen cultuur waren verboden, maar de Anansiverhalen konden overal stiekem verteld worden. Op deze wijze gaven de Anansiverhalen troost in een situatie van onderdrukking. De Anansiverhalen kregen zo een nieuwe functie: die van protest. Ook kreeg de zwakke maar slimme spin een tegenstander, namelijk de sterke maar domme tijger. Het is niet moeilijk om in de rol van de spin de slaven terug te vinden en in het karakter van de tijger de onderdrukkers. De Anansi-verhalen hebben zich in de loop der eeuwen aangepast aan de natuur en de sociale omstandigheden. Tijdens de onderdrukking kregen de verhalen een nieuwe en diepere lading.

## Anansitori's
In Suriname was het de gewoonte om Anansitori's bij begrafenissen en sterfhuizen te vertellen, en dan alleen 's nachts. Anansi diende om aandacht van de overledene af te leiden, door over hem in plaats van de dode te praten. De naziel moest men niet hinderen met het noemen van zijn of haar naam. Hierom werd over de overleden persoon slechts gesproken als over a suma, een zekere persoon. Juist omdat de spin moet afleiden van de overledene, worden verhalen verteld waarin de lotgevallen van die persoon voorkomen.
Hoewel Anansitori's leuk zijn om te lezen, zijn ze nog leuker als ze worden verteld. In Suriname, maar ook onder Surinamers en Antillianen in Nederland, wordt dit nog steeds gedaan. Men vertelt elkaar de verhalen in een groot gezelschap, waarbij de luisteraars elkaar mogen onderbreken om vragen te stellen, op- of aanmerkingen te maken of een nog spannender verhaal te vertellen. Dit heet een Kot'tori (koti betekent snijden). Soms wordt een verhaal zelfs onderbroken om een raadsel, een laitori, te vertellen, een raadsel dat de anderen dan moeten oplossen.
Iedereen vertelt de Anansitori's op zijn eigen manier, waardoor er veel verschillende versies van hetzelfde verhaal bestaan. Het is wel de bedoeling dat je als verteller precies uitbeeldt wat Anansi in het verhaal meemaakt. Als hij bijvoorbeeld lacht of huilt, moet de verteller ook lachen of huilen. 
Anansitori's zijn erg leerzaam voor kinderen. Net als de meeste dierfabels bevatten ze een combinatie van lering en vermaak. Niet alleen vormen ze een bron van mythes en religie, ook zijn er verhalen waarin de oorsprong van bepaalde culturele en natuurlijke normen en waarden verklaard worden.

## Enkele bekende verhalen
- Ba Anansi en de eenbenige Moeder van het Bos
- Anansi in gevecht met Teerpop
- Anansi verkleedt zich als Loekoeman
- Wie houdt het meest van zijn vader?
- Anansi verkleedt zich als Amerikaan
- Huh heet!
- Vals

## Zie ook

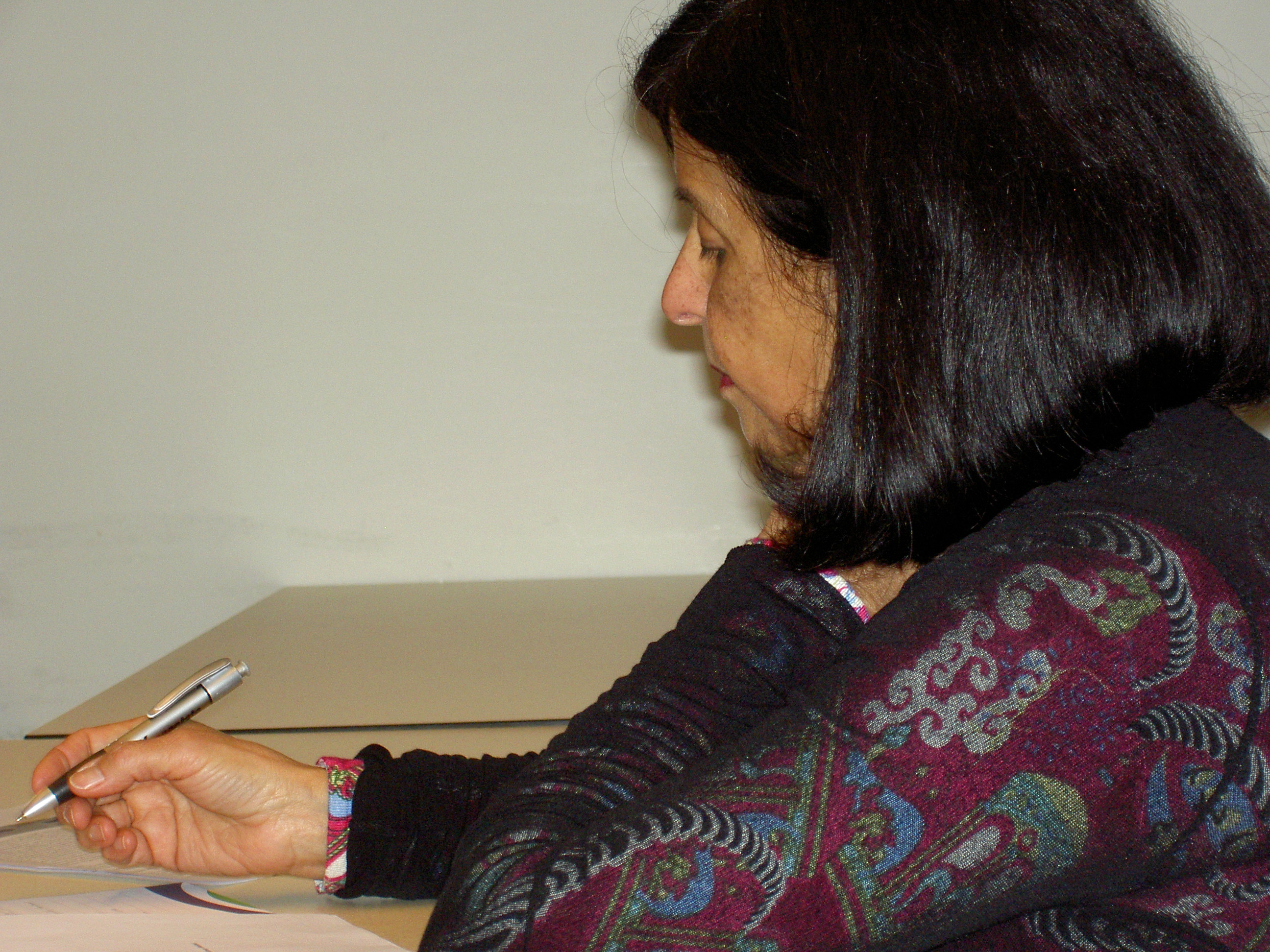
Olga Orman, schrijfster van Kompa Nanzi-verhalen uit Aruba